# Kenneth Duberstein
Kenneth M. Duberstein, född 21 april 1944 i Brooklyn i New York, död 2 mars 2022, var en amerikansk politiker och affärsman. Han tjänstgjorde som Vita husets stabschef 1988-1989 under USA:s president Ronald Reagan.

## Biografi
Duberstein avlade 1965 grundexamen vid Franklin and Marshall College. Han avlade sedan 1966 master vid American University. 
Duberstein arbetade som medarbetare åt senator Jacob K. Javits innan han tjänstgjorde som biträdande vice arbetsmarknadsminister (Deputy Under Secretary of Labor) under president Gerald Ford. Duberstein var biträdande stabschef innan han 1988 efterträdde Vita husets stabschef Howard Baker för återstoden av Reagans andra mandatperiod.
Duberstein var styrelsemedlem i Boeing samt flera andra företag och organisationer.